# Aeolus Yixuan GS
Aeolus Yixuan GS — компактный кроссовер, выпускаемый компанией DongFeng с 2019 года.

## Описание
Впервые Aeolus Yixuan GS был представлен в мае 2020 года. На этапе разработки автомобиль был известен как Yixuan RV. Цена варьировалась от 82900 до 101900 юаней.
Aeolus Yixuan GS оснащён 1,0-литровым трёхцилиндровым двигателем DFMC10TDS, сочетающимся в паре с пятиступенчатой механической трансмиссией, или же 1,5-литровым четырёхцилиндровым двигателем DFMA15T, который сочетается в паре с пятиступенчатой механической или же с шестиступенчатой трансмиссией с двойным сцеплением. Модель выпускается совместно с PSA Group.
Технически модель идентична Aeolus Yixuan.

## Технические характеристики
| Модель | Двигатель                    | Мощность                            | Крутящий момент              | Расход топлива |
| ------ | ---------------------------- | ----------------------------------- | ---------------------------- | -------------- |
| 200T   | 1.0 л (999 см3) DFMC10TDS I3 | 92 кВт (125 л. с.) при 5500 об/мин  | 196 Н⋅м при 1500—4500 об/мин | 5,8 л/100 км   |
| 230T   | 1.5 л (1460 см3) DFMA15T I4  | 110 кВт (150 л. с.) при 5500 об/мин | 230 Н⋅м при 1800—4000 об/мин | 6,7 л/100 км   |